# Districte de Lalitpur
El districte de Lalitpur (hindi: ललितपुर जिला) és una divisió administrativa de l'estat d'Uttar Pradesh a l'Índia, dins la divisió de Jhansi. La capital és Lalitpur. La superfície és de 5.039 km² i la població al cens del 2001 de 977.447 habitants. El districte està rodejat de territori de Madhya Pradesh excepte per un corredor cap al nord al districte de Jhansi. Està situat a la regió històrica coneguda com a Bundelkhand entre les muntanyes Vindhya i el riu Yamuna. Al nord i oest té el riu Betwa, i l'afluent d'aquest, el Jamni forma el límit oriental; el riu Dhasan forma el límit sud.

## Administració
Està dividit en tres tehsils:
- Lalitpur
- Mehroni
- Talbehat

Les ciutats són quatre (Lalitpur, Mehroni, Talbehat i Pali) i els pobles 754.
Hi ha a més a més sis blocs de desenvolupament:
- Bar
- Birdha
- Jakhaura
- Madawara
- Mehroni
- Tahelbat

## Història
El primer habitants de la regió foren els gonds dels que es conserven diverses retes en els temples situats als cims de diverses muntanyes dels Vindhya i alguns elements ètnics. Els gonds van adoptar la religió hindú després de l'emigració dels aris. Després van seguir els chandela de Mahoba La dinastia dels chandela fou iniciada per Chandra Varma o Nanika (Nannuka), fundador de la dinastia (probablement el segle ix); el quart raja, Rahila (vers 890-910) va estendre els seus dominis a Mahoba i altres llocs; Dhanga (950-999) va deixar les primeres inscripcions, fou el més poderós dels primers reis chandeles; va ajudar a Jaipal de Lahore en la seva invasió fracassada de Gazni el 978, i fou reconegut gran senyor per molts caps i reietons de l'Índia del centre, sud i orient (cosa que sembla exagerada).
Ganda (999-1025) esmentat com a Nanda Rai a les cròniques musulmanes, va ajudar altre cop a Jaipal de Lahore ara contra Mahmud de Gazni. Segons l'historiador Ferishta, el 1021 el raja Nanda Rai va organitzar un exèrcit de 36000 cavallers i 45000 infants (i 640 elefants) contra Mahmud de Gazni, i va matar el rei de Kanauj (1021) però finalment va haver de fer un pacte amb Mahmud el 1023, al qual va oferir valuosos regals; llavors dominava 14 fortaleses; Kirtti Varna, 11è rei (1049-1100) va adquirir (per conquesta del seu fill Sallakshana) el regne de Chedi (Kosala del sud), on va derrotar a Kama, i fou el primer rei que va emetre monedes copiades dels reis de Chedi. El quinzè rei fou Madan Varma (1130-1165) que va estendre els seus dominis i va sotmetre altre cop el regne de Chedi que s'havia independitzat; la seva conquesta de Gujarat sembla llegendària.
El va succeir Paramardi Deva o Parmal (1165-1203), que va conquerir el Bundelkhand el 1182 però fou derrotat el 1183 per Prithwi Raja d'Ajmer i Delhi i va rebre un segon cop el 1203 quan Kutb al-Din Aybak va saquejar el país. La tradició atribueix la pèrdua del regne per Parmal a l'incompliment de les condicions en les que el tenia: no beure vi, no matar bramans, no fer casaments impropis, i preservar el nom de Varma. El domini chandela anava entre el Dhasan a l'oest, el naixement del Ken al sud, el Yamuna al nord i les muntanyes Vindhya a l'est (ocasionalment es va estendre a l'est fins al Betwa) amb Kalinjar, Khajuraho, Mahoba i Ajaigarh com a principals fortaleses; el país s'anomenava Jejakabhukti. La identificació del regne amb el Chi-ki-to, descrit pel peregrí xinès Hiuen Tsiang (segle VII), situat al nord-est d'Ujjain, és dubtosa.
Després de la conquesta musulmana els chandeles van passar a ser rages locals; el país fou dominat per un temps pels mewatis (primera meitat del segle xiii) i després pels bhars. El 1428 el rei Dalaki-wa-Malaki, que regnava de Kara a Kalinjar, fou sotmès pels musulmans; els bhars haurien estat expulsats pels musulmans i substituïts pels khangars, antics vassalls dels chandeles.
Al segle xiv els bundeles, una subdivisió de la tribu garhwa dels rajputs, es van establir a la dreta del riu Jamuna, sembla que primer a Mau (no identificada), i després van conquerir Kalinjar i Kalpi, establint la seva capital a Mahoni. La tradició els fa descendents de Pancham, un garhwar que va intentar sacrificar-se ell mateix, però el seu origen real és obscur. La seva conquesta se situa entre avançat el segle xiv o començament del XV. La seva expansió els va enfrontar als musulmans. El 1507 Rudra Pratap va esdevenir cap dels bundela i hauria estat nomenat governador de la regió per Baber. Els seus fills són ancestres de la principals famílies bundeles. El 1531 Raja Rudra Pratap va fundar la ciutat d'Orchha i va estendre el seu regne; els bundeles van esdevenir el grup més important dels que vivien a l'oest del Jamuna i el paísque governava fou començar a ser anomenat com Bundelkhand. No es pot detallar aquí les seves relacions de vegades hostils i altres de submissió amb els mogols.
El 1586 la regió fou ocupada pels bundeles i la va posseir Ram Sah, un fill de Raja Madhukar d'Orchha. El 1680 Devi Singh Bundela, descendent de Rudra Pratap d'Orchha, fou nomenat governador i la seva família va conservar el fort. Nou prínceps van governar entre 1602 i 1788 amb mínima interferència de Delhi. Amb el novè príncep Ram Chand el marathes hi van interferir, i van prendre peu a l'estat aprofitant l'absència del raja que havia anat a una peregrinació a Ayodhya. No obstant el fill de Ram Chand va poder succeir al pare el 1800 en la major part de l'estat, però el 1802 fou assassinat per un vassall i el va succeir el seu germà Mur Pahlad. El raja no podia controlar als thakurs que eren feudataris seus i feien expedicions a territoris veïns, entre les quals alguna a Gwalior, fins que Daulat Rao Sindhia el 1811 va enviar a ocupar l'estat al coronel Jean Baptiste Filose. Aquest va ocupar successivament els forts de Kotra, Bansi, Rajwara, i Lalitpur; Mur Pahlad va fugir a correcuita cap a Jhansi deixant la defensa de la seva capital (Chanderi) als seus generals; aquestos van oferir resistència però finalment Chanderi fou ocupada després d'unes setmanes de setge, per la traïció d'un dels thakurs. Poc després es va rendir Talbehat. Sindhia va nomenar administrador a Baptiste. Mur Pahlad va poder conservar un petit jagir de 31 pobles.
El 1829 Mur Pahlad es va revoltar però el coronel Baptiste va tornar i el va sotmetre fàcilment. Es va fer un acord pel qual Chanderi quedava dividit en tres parts, un terç per Mur Pahlad i dos terços per Sindhia. En el petit territori que li restava Mir Pahlad va continuar els conflictes amb els thakurs fins a la seva mort el 1842 quan el va succeir el seu fill Mardan Singh o Murdan Singh (conegut com el raja de Banpur). El 1844 Sindhia, després de la batalla de Maharajpur, va cedir als britànics els dos terços de l'estat que li pertanyien i certs drets a l'altra terç, com a garantia pel manteniment del contingent de Gwalior i amb aquest territori es va formar el districte de Chanderi amb una clàusula al tractat que estipulava que els drets sobirans del raja de Chanderi (que restaria vassall de Gwalior) s'haurien de respectar. La capital del districte fou Lalitpur i formava part de les Províncies del Nord-oest.
Durant el motí de 1857 els bundela es van revoltar el juny i el raja de Banpur es va proclamar raja independent de Chanderi i va estendre el seu domini a parts del districte de Saugor, però fou expulsat aviat cap a Chanderi per Sir Hugh Rose el gener de 1858 després de la victòria d'aquest a Banawadhia. Sur Hugh Rose va forçar els passos i va entrar a la plana de Lalitpur el 3 de març de 1858 i va ocupar Chanderi el dia de Sant Patrici (17 de març del 1858) després d'una lluita sagnant. El raja va fugir cap a Banpur i Talbahat, però la revolta a Gwalior va obligar els britànics a retirar-se i el raja va recuperar el control de Chanderi. L'octubre de 1858 finalment els britànics van reprendre el control de tot el territori després de vèncer una obstinada resistència. L'estat de Chanderi fou confiscat.
Fins al 1861 va romandre en poder dels britànics però en aquest any fou cedida als Sindhia de Gwalior amb tots els territoris a l'oest del riu Betwa. LLavors (1861) el districte de Chanderi va ser reanomenat districte de Lalitpur.
El districte britànic de Lalitpur (1861-1891) tenia una supèrfície de 5.043 km² i població el 1881 de 294.088 habitants. Les principals poblacions eren Lalitpur (10.684 habitants el 1881 i única municipalitat) i Talbahat (5.293) capitals dels dos tahsils en què estava dividit. Els tahsils estaven subdividts entre els dos en 7 parganes i 641 hisendes tributàries.
El 1891 fou incorporat al districte de Jhansi. Es va refundar el 1974.